# Steinkiste von Herrljunga
Die etwa zehn Meter lange megalithische Steinkiste in Herrljunga (RAÄ-Nr. Herrljunga 9:1) in Västergötland in Schweden liegt in einem Hügel auf dem neuen Friedhof. 
Sie besteht aus einer Vorkammer und einer 9,5 Meter langen Hauptkammer. In der zerbrochenen Trennwand zwischen den Bereichen befindet sich ein Seelenloch. 
Während der Ausgrabung im Jahre 1875 wurden Bernstein- und Feuersteinobjekte, zerscherbte Keramikgefäße, Knochenfragmente und Spiralen (etwa 2 cm Durchmesser) aus Bronze gefunden. In der Kammer lag ein Deckstein von etwa 3–4 Tonnen Gewicht. 
Die Steinkiste stammt aus der späten Jungsteinzeit (1800–1500 v. Chr.), in der die Toten unverbrannt bestattet wurden. Während der Rekonstruktion im Jahr 1985 wurde die Kiste mit Steinen einer ähnlichen Kiste ergänzt. 